# 檜尾健太
檜尾 健太（ひのきお けんた、本名同じ。1979年10月2日 - ）は、日本の俳優・歌手。日本航空高等学校を経て、桐朋学園短期大学演劇専攻卒。大阪府出身。身長は180cm。血液型はA型。愛称はケンタ。
所属事務所はアルファセレクション → アンテーヌ。

## 人物・来歴
- 高校時代は野球部に所属し、ポジションはピッチャーだった。左投左打である。
- 座右の銘は冬は必ず春になる。
- 好きな有名人は2BACKKA、尾崎豊、ダウンタウン、千原兄弟、有吉弘行、唐沢寿明、木村拓哉、香川照之、西岡剛、イチロー。
- 2003年7月、音楽ユニット『流星』を結成、その後2007年8月に活動休止。2007年11月『G-Friends』を結成、のち2013年12月に解散を発表した。2014年1月『ふたりぐるーぷ』を結成したが、のち2014年6月に活動を休止。2015年5月 自身のBLOGで、『流星』の相方・イノウエタカシと、名前を『流星ウォーカー』に改名し、再活動を発表した。全てのユニットでMCを担当している。
- 2014年2月にリリースした『ふたりぐるーぷ』の1st シングル「Revolution」を一ヶ月間で1000枚完売させた実績を持つ。
- 中学時代には毎週、心斎橋二丁目劇場に足を運び千原兄弟の追っ掛けをしていた。その様子を千原ジュニアの映画製作委員会に出演した際、自ら千原ジュニアの前で明かしている。
- 鈴木紗理奈が中学校の同じ陸上部で2年上の先輩である。作曲家の船本孝宏も同じく陸上部の1年下の後輩にあたる。またジャングルポケットの斉藤慎二が桐朋学園短期大学の2年下の後輩にあたる。

## 出演

### テレビドラマ
- OLヴィジュアル系 完結編（2001年、ANB） - 合コンのイケメン男 役
- こちら本池上署（2002年、TBS） - 準レギュラー・刑事 役
- 火曜サスペンス劇場（NTV）
  - どうぞ安らかに2（2002年）
  - 警視庁鑑識班15（2002年） - 君塚博 役
  - 警視庁鑑識班16（2003年）
- 赤ちゃんをさがせ（2003年、NHK）
- 川、いつか海へ 6つの愛の物語（2003年、NHK） - 大谷 役
- OLが行く! お局VS新人、銀行大奥バトル（2003年、ANB）
- 金曜エンタテイメント 十津川警部夫人の旅情殺人推理（2003年、CX） - 若い頃の十津川警部 役
- スカイハイ 第7話（2003年、ANB） - アシスタント 役
- 大河ドラマ（NHK）
  - 新選組!（2004年）
  - 平清盛（2012年） - 以仁王の家人 役
  - 花燃ゆ 第37回（2015年1月） - 浪人 役
- 大友宗麟〜心の王国を求めて（2004年、NHK）
- 月曜ミステリー劇場 / 血痕 警科研・湯川愛子の鑑定ファイル（2004年、TBS） - 研究官 役
- 相棒（EX）
  - season2 第19話（2004年） - 川村真二 役
  - season16 第10話（2018年） - 秦野直之 役
  - season21 第8話（2022年） - 篠塚悦雄 役
  - season23 第3話（2024年） - 鮫島 役
- 仮面ライダー555（2003年、EX） - 準レギュラー・河内勇樹 役
- 陽炎の辻（2007年、NHK）
- 無理な恋愛（2008年、CX） - G-Friends 役
- ゴーストフレンズ 第8話（2009年、NHK） - ゴースト（宅急便屋） 役
- 坂の上の雲 第2、3話（2009年、NHK） - 井林広政 役
- ヤンキー君とメガネちゃん 第1話（2010年、TBS） - ヤンキー 役
- 金曜プレステージ / 悪党（2012年、CX） - ゲームセンターの店員 役
- 酔いどれ小籐次 第6話（2013年、NHK） - 冷水売り 役
- 実験刑事トトリ2 第5話（2013年、NHK） - チャンピオンボクサー・横山春田 役
- でたらめヒーロー 第1話（2013年、NTV） - ヤクザ 役
- Woman 第1話（2013年、NTV） - バンドマン 役
- 月曜ゴールデン
  - ホームドクター・神村愛2（2013年） - ヤクザ 役
  - 刑事夫婦2（2016年3月7日） - 丸山竜也 役
- テレビ未来遺産 壮絶…なぜ私はやめたのか? 伝説の引退スペシャル （2013年、TBS） - 津田恒美 役
- ラストホープ 第2話（2013年、CX） - 若い男 役
- おトメさん 第3話（2013年、EX） - 黒服の男 役
- 土曜ワイド劇場
  - アナザーフェイス〜刑事総務課・大友鉄〜2（2013年4月20日、ABC） - 福島茂之 役
  - 逆転報道の女 情熱キャスターVS氷の女と呼ばれたスゴ腕刑事!（2016年5月14日、ABC） - ホストクラブ店長 役
  - タクシードライバーの推理日誌32 殺人ツアーの乗客（2013年、EX） - 松本の警官 役
- パーフェクト弁護士〜南蛇井律子（2017年2月、EX） - 刑事 役
- 闇金ウシジマくん 第2話（2014年、TBS・MBS） - ナンバーワンホスト・ヒカル 役
- S -最後の警官- 第1話（2014年、TBS） - 銃対員1 役
- 緊急取調室 第1話（2014年、EX） - 所轄刑事 役
- ルーズヴェルト・ゲーム（2014年、TBS） - レギュラー・青島製作所野球部・円藤大介 役
- ゼロの真実〜監察医・松本真央〜 最終話（2014年、EX） - 刑事 役
- 聖女 第4話・7話（2014年、NHK） - マスコミ 役
- 信長協奏曲 第5話（2014年、CX） - 斉藤家家臣 役
- SAKURA〜事件を聞く女〜 第9話（2014年、TBS） - チンピラ 役
- DOCTORS〜最強の名医〜第3シリーズ・第2話（2015年、EX） - 倉田智也 役
- ワカコ酒 最終話（2015年1月、BSジャパンほか地上波放送） - 通行若者 役
- LOVE理論 第4話（2015年4月、TX） - 吉井国俊 役
- マザー・ゲーム〜彼女たちの階級〜 第8話（2015年4月、TBS） - 清応大付属小学校・職員 役
- ミステリなふたり 最終話（2015年4月- メ〜テレ） - 北川修 役
- ちゃんぽん食べたか 第5話（2015年5月、NHK） - 機動隊隊長 役
- 恋仲 第1話（2015年7月-、CX） - 借金取り 役
- 水曜ミステリー9 トカゲの女 警視庁特殊犯罪バイク班2（2015年8月12日、TX） - 工藤芳樹 役
- 石の繭 第1話（2015年8月、WOWOW） - デスク担当 役
- 僕らプレイボーイズ 熟年探偵社 第6話（2015年7月、TX） - 借金取り 役
- 洞窟おじさん 第3話（2015年7月、NHK BSプレミアム） - 酔っ払いのサラリーマン 役
- エンジェル・ハート 第4話（2015年、NTV） - クラブ「エンペラー」マネージャー 役
- 悪党たちは千里を走る 第1話（2016年1月、TBS） - 強盗 役
- 怪盗 山猫 第7話（2016年2月、日本テレビ） - 笹原 役
- フラジャイル 第9話（2016年3月、CX） - 救命科・医師 役
- 天才バカボン〜家族の絆（2016年3月、NTV） - 借金取り 役
- 金曜プレミアム / 赤い霊柩車シリーズ36・惻隠の誤算（2016年3月25日、CX） - 朱雀流・弟子 役
- 民王 スピンオフ（2016年5月、EX） - 議員秘書 役
- グ・ラ・メ!〜総理の料理番〜 第1話・第5話（2016年7月、EX） - 鈴木議員 役
- 警視庁いきもの係 第9話・第10話（2017年9月、CX） - 栗原貞巳 役
- Jimmy〜アホみたいなホンマの話〜（2017年夏、Netflix） - ディレクター 役
- 演じ屋 第1話（2021年7月、WOWOW） - 刑事 役
- VIVANT 第1話（2023年7月16日、TBS）- 救急隊 役
- 財閥復讐〜兄嫁になった元嫁へ〜第5話・第9話・第10話（2025年1月、テレビ東京） - 伊勢家の部下役 役
- 大岡越前 第4話（2025年、NHK） - 林田半次郎 役

### 映画
- 烈風 ACTION !?（2003年） - 三浦 役
- サル（2003年） - ボランティア 役
- ハードラックヒーロー（2003年） - ボクシングトレーナー 役
- 誰も知らない（2004年）
- Jam Films S-スーツ suit-（2005年） - カメラマン 役
- ピューと吹く!ジャガーTHE MOVIE（2008年） - オーディションでキレる若者 役
- HYPO（2008年） - 恵比寿 役
- ROOKIES -卒業-（2009年5月、東宝） - 藤本 役
- ごくせん THE MOVIE（2009年） - 暴走族・ブラックスカル 役
- ミロクローゼ（2012年）
- SPINNING KITE（2013年） - 不良 役
- 中学生円山（2013年） - 機動隊 役
- Father -手を伸ばせば-（2013年） - 前田一輝 役
- さまようアゲハ　蜜壺トロトロ（2016年3月18日、オーピー映画） - 濱口テツ 役[1]
- 裸の劇団　いきり立つ欲望（2016年5月6日、オーピー映画） - 濱口テツ 役[2]
- シン・ゴジラ（2016年） - 陸自隊員 役[3]
- 64-ロクヨン- 後編（2016年6月11日公開、東宝） - 守りの刑事（刑事部暴力団対策室） 役
- 追憶（2017年） - 栗林 役
- 凜-りん-（2019年2月22日、KATSU-do） - 刑事 役

### オリジナルビデオ
- 殺し屋ノエル（2015年7月） - 主演・井川亮 役
- 地獄麻雀（2015年7月） - 二木大輔 役

### 縦型ショートドラマ
- まさか！ガードマンのパパは世界一の金持ちだった（2025年） - ケン・フジモリ 役

### 舞台
- 見よ飛行機の高く飛べるを（1999年、越光照文演出） - 板谷順吉 役
- 東京原子核クラブ（1999年、越光照文演出） - 林田清太郎 役
- 恋愛恐怖病（1999年、広渡常敏演出） - 別の男 役
- 1980年のブルースハープ（2000年） - 根本実 役
- 雰囲気のある死体（2000年、末木利文演出） - 男3 役
- 夏の夜の夢（2000年、山崎大輔演出） - ディミートリアス 役
- 俳優たち〜明日そこに花を挿そうよ（2001年、蜷川幸雄演出） - 灸 役
- 真田風雲録（2001年、福田善之演出） - 真田幸村 役
- 三文オペラ（2001年、篠崎光正演出） - ブラウン 役
- 鈴木さんはもうダメだ（2004年、佐藤雀演出） - 飯田 役
- ニライカナイ（2005年） - 西村 役
- 偽善者達のオーガズム（2005年） - 横田四平 役
- ともだちが来た（2005年、越光照文演出） - 私 役
- きら星の磁力（2009年、ひらがかんいち演出） - 坂崎伸吾 役
- 新撰組伝（2009年、伊木輔作・演出） - 近藤勇 役
- Father（2011年、伊木輔作・演出） - 西村理也 役
- 美しき、ひたむき（2012年、羽立喬介演出） - 藤原淳志 役
- 素直になれたら〜Returns〜（2013年、水野直作・演出） - 中川大輔 役
- ひまわりの見た夢-ワスレナグサ-（2019年、佐藤雀演出） - 斉木一 役

### CM
- JRA
- P&G
- ミラバッケソ
- BMベストワングループ（2013年／2014年）
- CCJC缶コーヒー
- KDDI
- ルーズヴェルトゲーム・日本生命コラボCM
- PiTaPa

### バラエティー・情報・ドキュメンタリー
- 千原ジュニアの映画製作委員会（2011年5月、2012年6月、チャンネルNECO）
- ダウンタウンのガキの使いやあらへんで（NTV）
- 踊る!さんま御殿!!（NTV系列）
- ザ!世界仰天ニュース（NTV）
- 中居正広の金曜日のスマたちへ（TBS）
- ニンゲン観察バラエティ モニタリング（TBS）
- ありえへん∞世界（TX）
- 有吉ゼミ（NTV系列）
- 身近な危険回避TV できれば無事に暮らしたい（CX）
- 行列のできる法律相談所（NTV系列）
- 月曜から夜ふかし（NTV系列）
- アッコにおまかせ!（TBS）
- 王様のブランチ（TBS）
- 炎の体育会TV（TBS）
- Nスタ（TBS）
- ゴゴスマ - GO GO!Smile! -（CBC）
- 水曜日のダウンタウン（TBS）
- 「それってどんなヒト?」捜査バラエティ Gメン99（TBS）
- バナナマンの決断は金曜日!（フジテレビ）
- 成功の遺伝史2〜日本が世界に誇る30人〜!（NTV系列）
- ドラフト緊急生特番!お母さんありがとう

### ミニアルバム
- 根性（G-Friends／2009年7月20日 DOUBLE FACE MUSIC ENTERTAINMENT）

### シングル
- Father/YOU（G-Friends／2010年6月20日 α-selection FREEDOM）
- Revolution（ふたりぐるーぷ／2014年2月18日 GPR・DOUBLE FACE MUSIC ENTERTAINMENT）